# Никола Жеков (революционер)
 Тази статия е за радовишкия войвода на ВМОРО.  За генерала вижте Никола Жеков.  
Никола Костов Жеков (Жекоолу) е български революционер, радовишки войвода на Вътрешната македоно-одринска революционна организация.

## Биография
Никола Жеков е роден през 1880 година в Стара Загора, тогава в Източна Румелия. Баща му е националреволюционер и е брат на Михаил и Георги Жекови, участници в Старозагорското въстание от 1875 година. Като ученик в Самоковското железарско училище, през 1897 година участва в основаването на Тайния революционен кръжок „Трайко Китанчев“, заедно с Никола Дечев и други.
След като завършва училището Никола Жеков става четник първо при Михаил Апостолов – Попето, а след това при Христо Чернопеев, а от пролетта на 1902 година е определен за радовишки околийски войвода. След едно сражение в района му през юли 1902 година избухва Радовишката афера, като за около два месеца турските власти арестуват и изтезават българи от околните села, но без особен резултат. В началото на 1903 година е четник при Христо Чернопеев. През месец май е ранен в ръката и върнат в България за лечение, като придружава свещеноиконом Тома Николов Христов – поп Тома, преминаващ нелегално през Прилепско, Тиквешко, Радовишко, Струмишко, Беровско и Горно-Джумайско (Благоевградско) и пренасящ в София решенията на Смилевския конгрес.
След лечението Никола Жеков е определен за околийски войвода на Радовишко. Четите са сформирани и в готовност. При започването на Илинденско-Преображенското въстание войводите Никола Жеков, Христо Чернопеев, Петър Самарджиев, Делчо Коцев, капитан Георги Тренев и Панайот Байчев минават с четите си от Кюстендил в Саса на 28 август 1903 година. Четата на Жеков води сражения на 4, 5 и 6 септември при селата Витоша, Ново село, Мишино в Кочанско.
След потушаването на въстанието Никола Жеков, продължаващ да е околийски радовишки войвода, се завръща в София и участва на зимните съвещания на ръководителите на ВМОРО в началото на 1904 година. Завръща се в Радовишко с чета от 5 души на 12 март 1904 година, за да реорганизира революционния район. За кратко е войвода и в Струмишко. През юли 1904 година организира атентата при Гевгели.
| Чета на Никола Жеков, 12 март 1904 година | Чета на Никола Жеков, 12 март 1904 година | Чета на Никола Жеков, 12 март 1904 година | Чета на Никола Жеков, 12 март 1904 година | Чета на Никола Жеков, 12 март 1904 година |
| Номер                                     | Име                                       | Селище                                    | Околия                                    | Забележка                                 |
| ----------------------------------------- | ----------------------------------------- | ----------------------------------------- | ----------------------------------------- | ----------------------------------------- |
| 1.                                        | Никола Жеков                              | Стара Загора                              | Старозагорска                             |                                           |
| 2.                                        | Ангел Араламбов                           | Ангелци                                   | Струмишка                                 |                                           |
| 3.                                        | Гоне Илиев                                | Гяуто                                     | Гевгелийска                               |                                           |
| 4.                                        | Ангел Милошев                             | Зъбово                                    | Струмишка                                 |                                           |
| 5.                                        | Георги Наумов                             | Просениково                               | Струмишка                                 |                                           |

Преди началото на Балканската война през есента на 1912 година Никола Жеков е войвода на партизанска чета №40 на Македоно-одринското опълчение и действа в Петричко. После става доброволец в Нестроевата рота на 6 охридска дружина на Опълчението.
| Чета на МОО № 40 с командир Никола Жеков | Чета на МОО № 40 с командир Никола Жеков | Чета на МОО № 40 с командир Никола Жеков | Чета на МОО № 40 с командир Никола Жеков | Чета на МОО № 40 с командир Никола Жеков | Чета на МОО № 40 с командир Никола Жеков |
| Номер                                    | Име                                      | Години                                   | Околия                                   | Селище                                   | Бележки                                  |
| ---------------------------------------- | ---------------------------------------- | ---------------------------------------- | ---------------------------------------- | ---------------------------------------- | ---------------------------------------- |
|                                          | Иван Ангелов                             | 29 (32)                                  | Старозагорско                            | Стара Загора                             | убит при Пониква на 22 юни 1913 година   |
|                                          | Константин Антонов                       | 34                                       | Старозагорско                            | Стара Загора                             |                                          |

Жени се за дъщерята на един от ятаците си в Струмица и се завръща да живее в България – първоначално в Стара Загора, а в края на 1922 година се премества със семейството си в София.
През 1948 година заедно с още двама съмишленици основава Вътрешна българска революционна организация (ВБРО). И тримата са арестувани и осъдени през  ноември 1948 година за „подравянето и отслабването на установената власт чрез преврат и революционна дейност“, както и брошури и позиви „против чужди държави“ (СССР и политиката му в България) Никола Костов Жеков е осъден на строг доживотен тъмничен затвор, глоба от 500 000 лева и конфискация на цялото имущество. Умира на 7 март 1949 година в Сливенския затвор.
С решение № 745 на Върховния съд от 8 октомври 1991 година Никола Костов Жеков и съратниците му са признати за невинни и оправдани.